# Palliduphantes berlandi
Palliduphantes berlandi är en spindelart som först beskrevs av Fage 1931.  Palliduphantes berlandi ingår i släktet Palliduphantes och familjen täckvävarspindlar.
Artens utbredningsområde är Portugal. Inga underarter finns listade i Catalogue of Life.